# Fred Leyman

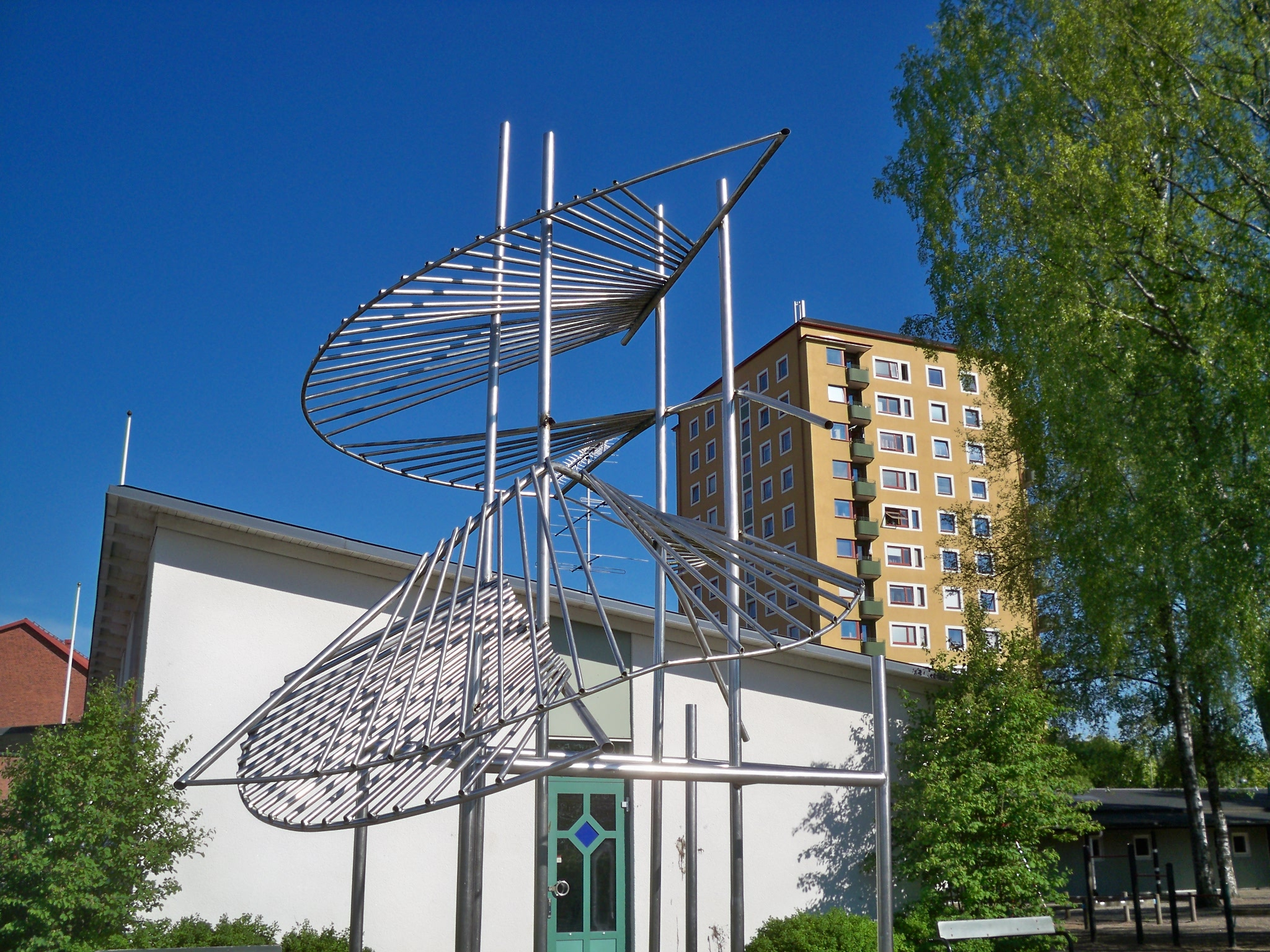
Eolsharpan av Fred Leyman 1959 placerad på Sjöboskolans gård i Borås.

Fred August Leyman, född 14 november 1919 i Norums församling, Stenungsund, död 18 december 2004 i Myckleby församling, Orust, var en svensk skulptör.
Han var son till skomakarmästaren och sångaren Frans Edgar Leyman och Emilia Andréasson och från 1955 gift med Ingeborg Helfrid Josefsson samt far till Katarina Leyman. Leyman utbildade sig först till skomakare samtidigt som studerade teckning och målning för sin kusin Olof Leyman 1942-1946. Han studerade skulptur för Palle Pernevi och Åke Jönsson vid Valands målarskola i Göteborg 1951-1954. Därefter företog han en rad studieresor till bland annat England, Frankrike, Nederländerna och Danmark. Han medverkade i Valandselevernas utställning i Göteborg 1952 och 1953 samt i utställningar med Mölndals konstförening. Bland hans offentliga arbeten märks utsmyckningar för Luleå stadshus, Majornas bibliotek i Göteborg och Mariestads gymnasium samt vid Nya Lundenskolan i Göteborg. Han tilldelades Orust kommuns kulturpris 1989. Hans konst består av porträtt, reliefer, djur och abstrakta nonfigurativa föremål i trä, sten, gips och metall. Tillsammans med Ferdinand Ekström utformade han ett skulpturförslag till Eskilstunas 300-årsjubileum som belönades med ett första pris. Leyman är representerad i Valands konstskolas arkiv med en relief utförd i marmor.